# Spelpjäs

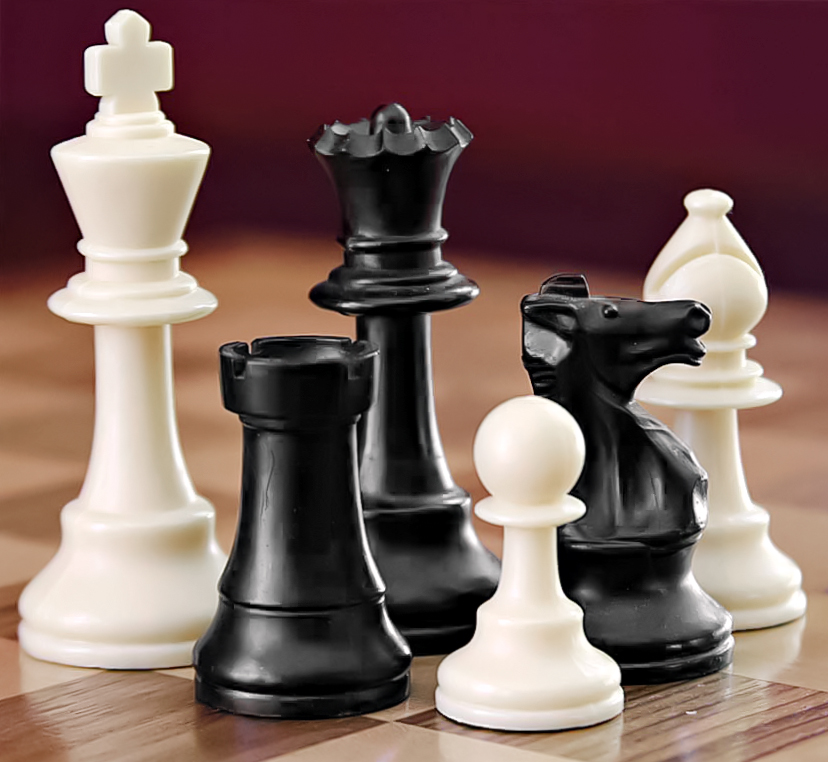
Schackpjäser. Kung, torn, dam, bonde, springare och löpare.

En spelpjäs, vardagligt kallad pjäs, är ett litet föremål som används när man spelar diverse spel, särskilt brädspel och sällskapsspel. Spelpjäser är ofta formade som lemlösa människor alternativt käglor. 
I originalversionen av Monopol består spelpjäserna av metallfigurer som föreställer en hund, en fingerborg, en båt, en sko, ett tåg, en bil, en katt (som ersatte strykjärnet), en hatt och en skottkärra. 
I dryckesspel är de vanliga pjäserna ofta utbytta mot glas med valfri dryck (ofta alkoholhaltig).
I vissa spel har spelpjäserna särskilda namn:
- I schack finns sex olika typer av spelpjäser: kung, dam, löpare, springare, torn och bönder.
- I Go kallas spelpjäserna för stenar.